# قاعدة البيانات الحكومية
تجمع قاعدة البيانات الحكومية المعلومات لأسباب مختلفة، بما في ذلك مراقبة المناخ، والامتثال لقانون الأوراق المالية، والمسوحات الجيولوجية، وطلبات براءات الاختراع والمنح، والمراقبة، والأمن القومي، ومراقبة الحدود، وتطبيق القانون، والصحة العامة، وتسجيل الناخبين، وتسجيل المركبات، والضمان الاجتماعي، والإحصاءات.

## كندا
- بنك بيانات الحمض النووي الوطني: نظام أُنشئ بموجب قانون تحديد الحمض النووي لعام 1998 لعقد ملفات الحمض النووي للأشخاص المدانين بجرائم محددة وملفات الحمض النووي التي حُصل عليها من مسرح الجريمة. لا يجوز استخدام الملفات الشخصية إلا لأغراض تطبيق القانون.[1][2] في نهاية سبتمبر 2013، كان لدى بنك بيانات الحمض النووي الوطني (590,277) ملفًا شخصيًا في مؤشر الجاني المدان و (88,892) ملفًا شخصيًا في مؤشر مسرح الجريمة مع استلام ما بين 500 إلى 600 عينة جديدة كل أسبوع.[3]
- خدمات الدليل الإلكتروني الحكومية: وهي دليل للموظفين العموميين الفيدراليين الكنديين في جميع أنحاء البلاد، بما في ذلك الأسماء والعناوين وأرقام الهاتف والفاكس وأسماء الإدارات ومواقع المكاتب وعناوين البريد الإلكتروني لبعض الموظفين العموميين.[4]
- نظام معلومات الأفراد والعائلات المشردين: وهو تطبيق مجاني لإدارة العملاء أُنشئ في عام 1995 لمساعدة مقدمي الخدمات في إدارة عملياتهم وجمع المعلومات حول السكان الذين يستخدمون ملاجئ المشردين  وحجوزات العملاء، وتوفير السلع والخدمات، وتنسيب السكان، وإدارة الحالات. يمكن تصدير بياناتها ودمجها في نظام معلومات التشرد الوطني. يجري استبدال المعرفة الشخصية بمعرفة فريدة ومشفرة قبل تصدير البيانات للتأكد من أن معلومات العميل مجهولة الهوية ولا تزال كذلك.[5]
- نظام معلومات التشرد الوطني: وهو نظام قاعدة بيانات مصمم لجمع وتحليل البيانات الأساسية حول استخدام ملاجئ المشردين في كندا. يتضمن بيانات مجهولة المصدر مستوردة من أنظمة معلومات الأفراد والأسر المشردين بالإضافة إلى البيانات المشتركة من قبل بعض المدن والمحافظات التي لا تستخدم هذا النظام.[5]
- نظام لتحليل المستندات الإلكترونية واسترجاعها: وهو نظام إيداع جرى تطويره لمديري الأوراق المالية الكنديين لتسهيل الإيداع الإلكتروني لمعلومات الأوراق المالية، والسماح بالنشر العام لمعلومات الأوراق المالية الكندية التي جرى جمعها في عملية حفظ الأوراق المالية، وتوفير الاتصالات الإلكترونية بين المُدونين الإلكترونيين، والوكلاء ومدير الأوراق المالية الكندي.[6]

## الاتحاد الأوروبي
- نظام Eurodac: وهو قاعدة بيانات مركزية محوسبة تأسست في ديسمبر 2000 لمقارنة بصمات أصابع طالبي اللجوء وبعض فئات المهاجرين غير الشرعيين ونظام لنقل البيانات الإلكترونية بين دول الاتحاد الأوروبي وقاعدة البيانات. تحتوي قاعدة البيانات على بصمات الأصابع وبلد الاتحاد الأوروبي والجنس ومكان وتاريخ طلب اللجوء أو القبض على الشخص والرقم المرجعي وتاريخ أخذ البصمات وتاريخ إرسال البيانات.[7]
- توجيه الاحتفاظ بالبيانات: وهو توجيه أقرته الهيئة التشريعية للاتحاد الأوروبي في 15 ديسمبر 2005 يتطلب من مشغلي الاتصالات الاحتفاظ بالبيانات الوصفية (نوع الخدمة، والتاريخ، والوقت، والحجم أو المدة، وعناوين المرسل والمستقبل...) ولكن ليس المحتوى الصوتي أو المرئي أو الرقمي للهاتف والإنترنت وخدمات الاتصالات الأخرى لفترات لا تقل عن ستة أشهر ولا تزيد عن عامين من تاريخ الاتصال على النحو الذي تحدده كل دولة عضو في الاتحاد الأوروبي، وعند الطلب، لإتاحة البيانات للجهات الحكومية المختلفة. لا يقتصر الوصول إلى هذه المعلومات على التحقيق في الجرائم الخطيرة، ولا يلزم الحصول على أمر قضائي.[8][9] ينظم توجيه حماية البيانات معالجة البيانات الشخصية داخل الاتحاد الأوروبي.

### الدنمارك
- سجل ملفات تعريف الحمض النووي المركزي: وهو سجل يحتوي على ملفات تعريف الحمض النووي للمشتبه بهم والأشخاص المدانين بجرائم يمكن أن تؤدي إلى عقوبة السجن لمدة 1.5 سنة أو أكثر بالإضافة إلى ملفات تعريف من مسارح الجريمة. يمكن تبادل معلومات ملف تعريف الحمض النووي مع الدول الأخرى الأعضاء في الاتحاد الأوروبي من خلال الإنتربول.[1]
- نظام التسجيل المدني (Det Centrale Personregister): وهو سجل مركزي وطني للمعلومات الشخصية أنشئ في عام 1968 تستخدمه كل وكالة حكومية تقريبًا في الدنمارك. يحتوي على الأسماء والعناوين وأرقام التعريف الشخصية الدنماركية وتواريخ وأماكن الميلاد والجنسية وغيرها من المعلومات ذات الصلة.[10]
- البنك الحيوي الوطني الدنماركي وسجل البنك الحيوي الوطني: عنصرا مبادرة للسماح للباحثين بربط البيانات من السجلات الوطنية الدنماركية الفردية بالمعلومات المستخرجة من أكثر من 15 مليون عينة بيولوجية مجهولة المصدر.[11] يتيح السجل الوطني للبنك الحيوي للباحثين الوصول عبر الإنترنت إلى البيانات المجمعة من جميع البنوك الحيوية المشاركة في مبادرة البنك الحيوي الوطني الدنماركي، بما في ذلك مجموعة الولادة الوطنية الدنماركية، والبنك الحيوي لفحص الأطفال حديثي الولادة الدنماركي، والبنك الدنماركي   Patobank والبنك الحيوي لمشروع الجمعية الدنماركية للسرطان «النظام الغذائي والسرطان والصحة»، والبنك الحيوي DNB في Rigshospitalet (مستشفى جامعة كوبنهاغن)، والبنوك الحيوية للسرطان (Kliniske Kræftbiobanker).[12][13] يربط السجل الوطني للبنوك الحيوية المعلومات من البنوك الحيوية الفردية برموز الأمراض والتركيبة السكانية لمعلومات من السجلات الوطنية الفردية، بما في ذلك نظام التسجيل المدني الدنماركي، وسجل المرضى الوطني الدنماركي، وسجل علم الأمراض الدنماركي.[13] من خلال البحث في National Biobank Registry، سيكون من الممكن البحث عن عدد العينات البيولوجية المتاحة للمرضى الذين لديهم تشخيص معين.